# Yeah Yeah Yeahs
Yeah Yeah Yeahs là một ban nhạc indie rock Mỹ thành lập tại thành phố New York vào 2000. Ban nhạc gồm hát chính và chơi piano Karen O, guitar và keyboard Nick Zinner, và tay trống Brian Chase.
Nghệ sĩ bổ sung khi biểu diễn trực tiếp là tay guitar thứ hai David Pajo, người tham gia như một thành viên lưu diễn từ năm 2009 và thay thế Imaad Wasif người trước đây giữ vai trò này.

## Đĩa nhạc
- Fever to Tell (2003)
- Show Your Bones (2006)
- It's Blitz! (2009)
- Mosquito (2013)

## Giải thưởng

### Đề cử Grammmy
| Năm  | Đề cử / Tác phẩm | Giải thưởng                     | Kết quả |
| ---- | ---------------- | ------------------------------- | ------- |
| 2004 | Fever to Tell    | Album alternative xuất sắc nhất | Đề cử   |
| 2007 | Show Your Bones  | Album alternative xuất sắc nhất | Đề cử   |
| 2010 | It's Blitz!      | Album alternative xuất sắc nhất | Đề cử   |

### Đề cử MTV Video Music Award
| Năm  | Hạng mục                                    | Đề cử           | Kết quả |
| ---- | ------------------------------------------- | --------------- | ------- |
| 2004 | Video được chỉ đạo nghệ thuật xuất sắc nhất | Maps            | Đề cử   |
| 2004 | Video được biên tập xuất sắc nhất           | Maps            | Đề cử   |
| 2004 | Video được quay phim xuất sắc nhất          | Maps            | Đề cử   |
| 2004 | Giải thưởng MTV2                            | Maps            | Đề cử   |
| 2009 | Video đột phá                               | Heads Will Roll | Đề cử   |
| 2013 | Đạo diễn xuất sắc nhất                      | Sacrilege       | Đề cử   |
| 2013 | Video được quay phim xuất sắc nhất          | Sacrilege       | Đề cử   |